# مستره
مستره (به ایتالیایی: Mestre) یک منطقهٔ مسکونی در ایتالیا است که در ونیز واقع شده‌است. مستره ۸۹٬۳۷۳ نفر جمعیت دارد.